# 培风站
培风站位于中华人民共和国四川省成都市青羊区武青北路、培风路、培风东路与光华8线交叉口，是成都地铁9号线和建设中的13号线的地铁换乘站，于2020年12月18日启用。

## 车站结构
| 地面                             | 0    | 出入口 |
| 地下一层                         | 站厅 | 自助购票、客服中心 |
| 地下二层                         | 站台 | \| \| \| 9号线往黄田坝（成都西站） \| \| 島式 · 開左邊车门 · 无障碍卫生间 \| \| \| \| \| \| 9号线往金融城东（机投桥） \| |
|                                  |      | 9号线往黄田坝（成都西站）                                                                                                |
| 島式 · 開左邊车门 · 无障碍卫生间 |      | |
|                                  |      | 9号线往金融城东（机投桥）                                                                                                |

## 出入口
本站目前开放5个出入口。
| 编号         | 设施         | 指示                             | 照片 |
| ------------ | ------------ | -------------------------------- | ---- |
|              | 无障碍电梯   | 武青北路、万寿二路、万寿西路     |      |
| 出口 · B     | 无障碍卫生间 | 东坡路培风路段、万寿三路、培风路 |      |
| 出口 · H · 1 |              | 武青北路、光华东七路             |      |
| 出口 · H · 2 | 无障碍电梯   | 武青北路、花龙大道               |      |
| 出口 · J     |              | 武青北路                         |      |

## 未来发展
未来，成都地铁13号线也将经过该站，并与9号线在此换乘。13号线培风站位于光华东七路与培风路路口处，车站沿光华东七路布置，13号线共设置4个出入口，其中G号、E1号出入口分别设置于光华东七路南北两侧；E2号、F号出入口设置于路口北侧，沿培风路两侧布置。